# Каше (острів)
Каше (фр. Cachée) — невеликий гранітний острів в Індійському океані, входить до Внутрішніх Сейшельських островів.
Острів Каше розташований за 4 км від острова Мае. Найближчий острів з північного заходу — це Серф, з південного сходу — Анонім. Каше має видовжену овальну форму, його довжина становить 220 м, ширина — 110 м.
Назва острова у перекладі з французької означає «схований», що відображає особливість острова: під час відпливу острів Каше з'єднується з Серфом мілиною, тому то існує як окремий острів, то є частиною острова Серф.